# 김상홍 (교육인)
김상홍(金相洪)은 일제강점기의 교육인이다.

## 생애
부산 출신으로 3개월 과정인 서울대학교 사범대학의 전신인 경성사범학교 부속 교원양성소를 1911년 졸업한 뒤 교사 및 교육공무원으로 근무했다. 1911년 국민학교 부훈도(副訓導)로 시작하여 1918년 훈도로 승격했으며, 1922년 경상남도 시학(視學)에 임명되었다. 시학으로는 1929년까지 약 8년간 근무했고, 이후 거창군 서무주임에 발탁되어 1931년까지 재임했다. 
1935년 부산부 부회의원에 당선, 1938년에는 경상남도 관선 도회의원에 당선되어 지방정계로도 진출했다. 이후 1939년 부산부 사회계장, 1942년 초량 제1동 회장을 역임했다. 일제로부터 훈8등 훈장을 수여받은 바 있다.
김상홍의 공식 경력은 지역 유지로서 평범한 편이나, 광복 후 1949년 반민족행위특별조사위원회에 체포되어 조사를 받았다. 당시 연령은 57세였다. 주로 추궁당한 것은 집에 가정용 감실인 가미다나를 설치하고 아침저녁으로 배례를 정성으로 하였으며 신사참배 강요 정책에 적극 호응하여 매일 단독으로 신사에 참배하는 등 일제의 황민화 정책에서 특별히 모범을 보인 일이었다. 장남의 결혼식도 신사 앞에서 거행했다. 김상홍은 이 가운데 단독 신사참배 사실은 부인했고, 아들의 신사 앞 결혼식도 비용 절감을 위해서였다고 변명했다. 
또한 일본어를 상용하자는 '국어 사용' 운동에 앞장섰다는 혐의가 있다. 조사관은 일본어를 상용하는 모범 가정으로 "국어의 가(家)"라 하여 표창 받은 사실이나 국방헌금을 독려했다는 혐의도 추궁했으나, 김상홍은 전 가족이 일본어에 능통하여 사용한 것일 뿐 황민화 정책에 협조한 것이 아니라 밝히고, 표창을 받았다거나 국방헌금 납부를 독려했다는 사실도 부인했다. 반민특위가 해체되어 처벌은 받지 않았다.
2008년 발표된 민족문제연구소의 친일인명사전 수록예정자 명단 중 지역유력자 부문에 선정되었다.

## 참고자료
- 반민족행위특별조사위원회, 〈피의자 심문조서 - 김상홍[깨진 링크(과거 내용 찾기)]〉(1949년 8월 17일)